# Garczegorze (gromada)
Garczegorze – dawna gromada, czyli najmniejsza jednostka podziału terytorialnego Polskiej Rzeczypospolitej Ludowej w latach 1954–1972.
Gromady, z gromadzkimi radami narodowymi (GRN) jako organami władzy najniższego stopnia na wsi, funkcjonowały od reformy reorganizującej administrację wiejską przeprowadzonej jesienią 1954 do momentu ich zniesienia z dniem 1 stycznia 1973, tym samym wypierając organizację gminną w latach 1954–1972.
Gromadę Garczegorze z siedzibą GRN w Garczegorzu utworzono – jako jedną z 8759 gromad na obszarze Polski – w powiecie lęborskim w woj. gdańskim na mocy uchwały nr 20/III/54 WRN w Gdańsku z dnia 5 października 1954. W skład jednostki weszły obszary dotychczasowych gromad Garczegorze i Krępa Kaszubska oraz miejscowości Rozgorze, Darżkowo, Bukowiec i Pogorszewo z dotychczasowej gromady Janowice ze zniesionej gminy Łebień, a także obszar dotychczasowej gromady Wilkowo Nowowiejskie ze zniesionej gminy Nowa Wieś Lęborska w tymże powiecie. Dla gromady ustalono 17 członków gromadzkiej rady narodowej.
1 stycznia 1958 do gromady Garczegorze włączono miejscowości Janowice i Glinki Janowickie ze znoszonej gromady Redkowice w tymże powiecie.
1 stycznia 1959 gromadę zniesiono, włączając jej obszar do gromad Łebień (miejscowości Krępa Kaszubska, Bukowiec, Rozgórze, Sikory, Jezierzec, Janisławiec i Oblewice) i Nowa Wieś Lęborska (miejscowości Janowice, Janowiczki, Kozołęka, Darzkowo, Pogorszewo, Garczegorze i Wilkowo Nowowiejskie) w tymże powiecie.